# Pugesa

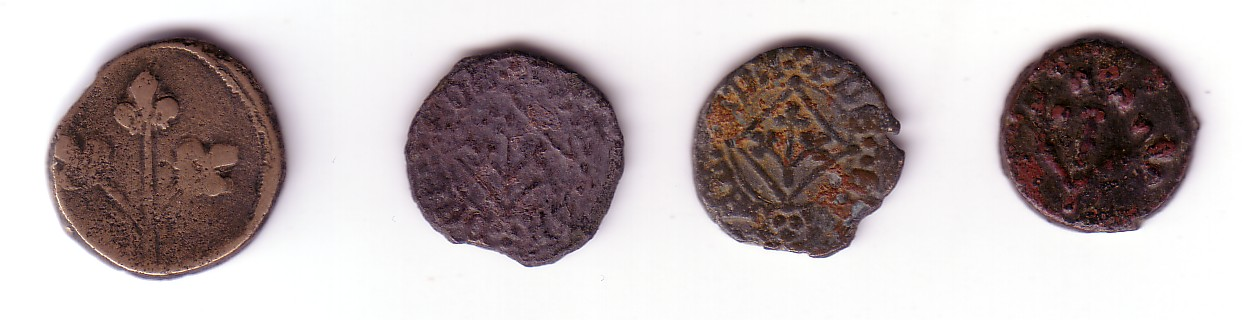
Pugeses

Una pugesa és una moneda catalana de coure equivalent mig òbol o a un quart de diner.
Es va encunyar principalment a la ciutat de Lleida, on durant segles va ser molt popular. També se'n va encunyar a Àger, Agramunt, Almenar, Balaguer, Camarasa, Cubells, Fraga, Ponts i Vilanova de Meià.
Les emissions de Balaguer durant l'època de la comtessa Teresa d'Entença són les úniques pel comtat d'Urgell en aquell govern.